# Хуан Тисол
Хуан Тисол (на испански: Juan Tizol) е пуерторикански джаз тромбонист, работил през голяма част от живота си в Съединените щати.

## Биография
Роден е във Вега Баха, Пуерто Рико на 1 октомври 1900 г. Започва да се занимава с музика от ранна възраст. През 1920 г. заминава за Съединените щати.
От 1929 до 1944 г. и отново през 1951 – 1953 г. свири в бенда на Дюк Елингтън, за който композира собствени пиеси, най-известни сред които са „Caravan“ (1936) и „Perdido“ (1941). През 1944 – 1951 и след 1953 г. свири в групата на Хари Джеймс.
Хуан Тисол умира в гр. Ингълуд, щата Калифорния, САЩ на 23 април 1984 г.